# Важносни ред одликовања Краљевине Југославије
Важносни редослед одликовања Краљевине Југославије.

## Одликовања
|    | Одликовање                                         | Заменица                             | Датум установљавања                  | Ранг одликовања                      | Број одликованих                     |                              |
| -- | -------------------------------------------------- | ------------------------------------ | ------------------------------------ | ------------------------------------ | ------------------------------------ | ---------------------------- |
| 1. | Орден Светог кнеза Лазара                          |                                      | 8. април 1889.                       | 1                                    | 5                                    |                              |
| 2. | Орден Карађорђеве звезде са мачевима               | Орден Карађорђеве звезде са мачевима | Орден Карађорђеве звезде са мачевима | Орден Карађорђеве звезде са мачевима | Орден Карађорђеве звезде са мачевима |                              |
| 2. | Орден Карађорђеве звезде са мачевима првог реда    |                                      | 1. јануар 1904.                      | 2                                    | 5                                    |                              |
| 2. | Орден Карађорђеве звезде са мачевима другог реда   |                                      | 1. јануар 1904.                      | 4                                    |                                      |                              |
| 2. | Орден Карађорђеве звезде са мачевима трећег реда   |                                      | 1. јануар 1904.                      | 8                                    |                                      |                              |
| 2. | Орден Карађорђеве звезде са мачевима четвртог реда |                                      | 1. јануар 1904.                      | 14                                   |                                      |                              |
| 3. | Орден Карађорђеве звезде                           | Орден Карађорђеве звезде             | Орден Карађорђеве звезде             | Орден Карађорђеве звезде             | Орден Карађорђеве звезде             |                              |
| 3. | Орден Карађорђеве звезде првог реда                |                                      | 1. јануар 1904.                      | 3                                    |                                      |                              |
| 3. | Орден Карађорђеве звезде другог реда               |                                      | 1. јануар 1904.                      | 5                                    |                                      |                              |
| 3. | Орден Карађорђеве звезде трећег реда               |                                      | 1. јануар 1904.                      | 9                                    |                                      |                              |
| 3. | Орден Карађорђеве звезде четвртог реда             |                                      | 1. јануар 1904.                      | 15                                   |                                      |                              |
| 4. | Орден Белог орла са мачевима                       | Орден Белог орла са мачевима         | Орден Белог орла са мачевима         | Орден Белог орла са мачевима         | Орден Белог орла са мачевима         | Орден Белог орла са мачевима |
| 4. | Орден Белог орла са мачевима првог реда            |                                      | 23. јануар 1883.                     | 6                                    |                                      |                              |
| 4. | Орден Белог орла са мачевима другог реда           |                                      | 23. јануар 1883.                     | 10                                   |                                      |                              |
| 4. | Орден Белог орла са мачевима трећег реда           |                                      | 23. јануар 1883.                     | 16                                   |                                      |                              |
| 4. | Орден Белог орла са мачевима четвртог реда         |                                      | 23. јануар 1883.                     | 20                                   |                                      |                              |
| 4. | Орден Белог орла са мачевима петог реда            |                                      | 23. јануар 1883.                     | 24                                   |                                      |                              |
| 5. | Орден Белог орла                                   | Орден Белог орла                     | Орден Белог орла                     | Орден Белог орла                     | Орден Белог орла                     | Орден Белог орла             |
| 5. | Орден Белог орла првог реда                        |                                      | 23. јануар 1883.                     | 7                                    |                                      |                              |
| 5. | Орден Белог орла другог реда                       |                                      | 23. јануар 1883.                     | 11                                   |                                      |                              |
| 5. | Орден Белог орла трећег реда                       |                                      | 23. јануар 1883.                     | 17                                   |                                      |                              |
| 5. | Орден Белог орла четвртог реда                     |                                      | 23. јануар 1883.                     | 21                                   |                                      |                              |
| 5. | Орден Белог орла петог реда                        |                                      | 23. јануар 1883.                     | 25                                   |                                      |                              |
| 6. | Орден Југословенске круне                          | Орден Југословенске круне            | Орден Југословенске круне            | Орден Југословенске круне            | Орден Југословенске круне            | Орден Југословенске круне    |
| 6. | Орден Југословенске круне првог реда               |                                      | 5. април 1930.                       | 12                                   |                                      |                              |
| 6. | Орден Југословенске круне другог реда              |                                      | 5. април 1930.                       | 18                                   |                                      |                              |
| 6. | Орден Југословенске круне трећег реда              |                                      | 5. април 1930.                       | 22                                   |                                      |                              |
| 6. | Орден Југословенске круне четвртог реда            |                                      | 5. април 1930.                       | 26                                   |                                      |                              |
| 6. | Орден Југословенске круне петог реда               |                                      | 5. април 1930.                       | 28                                   |                                      |                              |
| 7. | Орден Светог Саве                                  | Орден Светог Саве                    | Орден Светог Саве                    | Орден Светог Саве                    | Орден Светог Саве                    | Орден Светог Саве            |
| 7. | Орден Светог Саве првог реда                       |                                      | 23. јануар 1883.                     | 13                                   |                                      |                              |
| 7. | Орден Светог Саве другог реда                      |                                      | 23. јануар 1883.                     | 19                                   |                                      |                              |
| 7. | Орден Светог Саве трећег реда                      |                                      | 23. јануар 1883.                     | 23                                   |                                      |                              |
| 7. | Орден Светог Саве четвртог реда                    |                                      | 23. јануар 1883.                     | 27                                   |                                      |                              |
| 7. | Орден Светог Саве петог реда                       |                                      | 23. јануар 1883.                     | 29                                   |                                      |                              |
| 8. | Војнички орден Карађорђеве звезде                  | Војнички орден Карађорђеве звезде    | Војнички орден Карађорђеве звезде    | Војнички орден Карађорђеве звезде    | Војнички орден Карађорђеве звезде    |                              |
| 8. | Златни Војнички орден Карађорђеве звезде           |                                      | 28. мај 1915.                        | 30                                   |                                      |                              |
| 8. | Сребрни Војнички орден Карађорђеве звезде          |                                      | 28. мај 1915.                        | 31                                   |                                      |                              |
| 9. | Ратни крст 1941.                                   |                                      | 6. септембар 1943.                   | 32                                   |                                      |                              |

## Медаље

### Медаље за грађанске и војне заслуге
|    | Медаља                                              | Заменица                            | Датум установљења                   | Ранг одликовања                     | Број одликованих                    |
| -- | --------------------------------------------------- | ----------------------------------- | ----------------------------------- | ----------------------------------- | ----------------------------------- |
| 1  | Медаља за храброст                                  | Медаља за храброст                  | Медаља за храброст                  | Медаља за храброст                  | Медаља за храброст                  |
| 1  | Златна Медаља за храброст                           |                                     | 12. јул 1913.                       | 33                                  |                                     |
| 1  | Сребрна Медаља за храброст                          |                                     | 12. јул 1913.                       | 34                                  |                                     |
| 2  | Медаља за успомену на избор Петра I за краља Србије |                                     | 8. август 1903.                     | 35                                  |                                     |
| 3  | Медаља за верност отаџбини 1915.                    |                                     | 5. април 1920.                      | 36                                  |                                     |
| 4  | Медаља за војничке врлине                           |                                     | 21. децембар 1883.                  | 37                                  |                                     |
| 5  | Медаља за ревносну службу                           | Медаља за ревносну службу           | Медаља за ревносну службу           | Медаља за ревносну службу           | Медаља за ревносну службу           |
| 5  | Златна Медаља за ревносну службу                    |                                     | 19. април 1913.                     | 38                                  |                                     |
| 5  | Сребрна Медаља за ревносну службу                   |                                     | 19. април 1913.                     | 39                                  |                                     |
| 6  | Медаља за грађанске заслуге                         | Медаља за грађанске заслуге         | Медаља за грађанске заслуге         | Медаља за грађанске заслуге         | Медаља за грађанске заслуге         |
| 6  | Златна Медаља за грађанске заслуге                  |                                     | 7. април 1902.                      | 40                                  |                                     |
| 6  | Сребрна Медаља за грађанске заслуге                 |                                     | 7. април 1902.                      | 41                                  |                                     |
| 7  | Медаља за унапређивање пољопривреде                 | Медаља за унапређивање пољопривреде | Медаља за унапређивање пољопривреде | Медаља за унапређивање пољопривреде | Медаља за унапређивање пољопривреде |
| 7  | Златна Медаља за унапређивање пољопривреде          |                                     | 5. март 1930.                       | 42                                  |                                     |
| 7  | Сребрна Медаља за унапређивање пољопривреде         |                                     | 5. март 1930.                       | 43                                  |                                     |
| 7  | Бронзана Медаља за унапређивање пољопривреде        |                                     | 5. март 1930.                       | 44                                  |                                     |
| 8  | Крст милосрђа                                       |                                     | 7. мај 1913.                        | 45                                  |                                     |
| 9. | Медаља за услуге краљевском дому                    | Медаља за услуге краљевском дому    | Медаља за услуге краљевском дому    | Медаља за услуге краљевском дому    | Медаља за услуге краљевском дому    |
| 9. | Медаља за услуге краљевском дому првог реда         |                                     | 1922.                               | 46                                  |                                     |
| 9. | Медаља за услуге краљевском дому другог реда        |                                     | 1922.                               | 47                                  |                                     |
| 9. | Медаља за услуге краљевском дому трећег реда        |                                     | 1922.                               | 48                                  |                                     |
| 9. | Медаља за услуге краљевском дому четвртог реда      |                                     | 1922.                               | 49                                  |                                     |
| 10 | Црвени крст                                         |                                     | 1876.                               | 50                                  |                                     |
| 11 | Медаља за заслуге Црвеног крста                     | Медаља за заслуге Црвеног крста     | Медаља за заслуге Црвеног крста     | Медаља за заслуге Црвеног крста     | Медаља за заслуге Црвеног крста     |
| 11 | Сребрна Медаља за заслуге Црвеног крста             |                                     | 17. септембар 1912.                 | 51                                  |                                     |
| 11 | Бронзана Медаља за заслуге Црвеног крста            |                                     | 17. септембар 1912.                 | 52                                  |                                     |

Војска је на лето 1940. увела медаље за "поједине гране специјалности": Медаља добром стрелцу, - добром нишанџији, - добром инжењерцу, Знак добром смучару и Споменица у борењу сабљом.

### Спомен медаље
| Медаља                                                                    | Заменица | Датум установљења  | Ранг одликовања | Број одликованих |
| ------------------------------------------------------------------------- | -------- | ------------------ | --------------- | ---------------- |
| Споменица на рат 1912. године                                             |          | 31. октобар 1913.  | 53              |                  |
| Споменица на рат 1913. године                                             |          | 25. новембар 1913. | 54              |                  |
| Споменица за рат ослобођења и уједињења 1914—1918. године                 |          | 1. децембар 1920.  | 56              |                  |
| Медаља за спомен на двадесет пету годишњицу ослобођења Јужне Србије       |          | 1937.              | 57              |                  |
| Споменица на борбе за ослобођење северних крајева Југославије (1918—1919) |          | 10. октобар 1939.  | 58              |                  |